# William Arntz
William Arntz ist Produzent, Regisseur und Drehbuchautor.

## Leben
William Arntz machte 1972 seinen Abschluss in den Ingenieurwissenschaften und begann anschließend seine erste Anstellung als Mitentwickler von Laser-Waffensystemen. Nach zwei Jahren nahm er eine erste Auszeit, reiste einige Zeit umher und produzierte 1974 in Boston mit einem langjährigen Freund Beat the Deva, einen 60-minütige Animationsfilm.
1980 zog er nach Kalifornien, wo er auf eine Karriere beim Film hoffte. In den späten 1980ern gelang ihm ohne große unternehmerische Erfahrung die Entwicklung der Software AutoSys, die dann u. a. bei Merrill Lynch, NASA, Sun Microsystems, Cisco und Boeing eingesetzt wurde.
Im Jahr 1995 verkaufte Arntz seine Firma und produzierte erst ein Jahrzehnt später mit What the Bleep Do We Know seinen nächsten Film.